# Meseta de Somuncurá
Meseta de Somuncurá är en platå i Argentina.   Den ligger i provinsen Río Negro, i den södra delen av landet, 1 100 km sydväst om huvudstaden Buenos Aires.